# Die Verwandlungsmaschine
Die Verwandlungsmaschine (polnisch Maszyna Zmian) ist eine polnische Kinderserie, welche im Jahre 1995 vom Drehbuchautor und Regisseur Andrzej Maleszka produziert wurde. Die deutsche Erstausstrahlung erfolgte ab 7. Mai 1998 im Kinderkanal. Bei dieser aus zwölf halbstündigen Folgen bestehenden Serie handelt es sich um ein modernes Märchen für Kinder.

## Handlung
Die Serie handelt von einer Gruppe allergischer Kinder, welche in einem klassizistischen Jagdschloss untergebracht werden. In diesem als Sanatorium dienenden Schloss finden die Kinder unter einem Klavierflügel eine Wendeltreppe, welche zu einem kryptaartigen Kellersaal führt. Dort entdecken sie eine große magische Gitterkugel. Sie verwandelt Menschen und Gegenstände, welche in sie hineingestellt werden. Jedoch kann das Resultat der Verwandlung niemals vorausgesagt werden. Die Verwandlungen werden abends um neun Uhr rückgängig gemacht.

## Episoden
Die erste Staffel der Verwandlungsmaschine besteht aus sieben Sommerepisoden und die zweite Staffel besteht aus fünf Winterepisoden. In der ersten Staffel wird der verborgene Verwandlungssaal gezeigt und in der zweiten Staffel wird der Verwandlungsbrunnen im Garten gezeigt.

### Erste Staffel: Maszyna Zmian
- Folge 1: Das Geheimnis der Kugel – Królik doświadczalny

Die allergischen Kinder Jok, Julia, Tosia, Mikolaj, Agata und Makler ziehen zusammen mit den Aufsehern Ania und Filip in ein als Sanatorium dienendes klassizistisches Schloss in Antonin ein. Neugierig erkunden die Kinder das Erdgeschoss und spielen darauf an einem Klavier. Plötzlich öffnet sich der Flügel und eine Wendeltreppe in ein geheimes Kellergeschoss wird zugänglich gemacht. Im Keller entdecken sie eine große kupferfarbene Gitterkugel, die Verwandlungsmaschine. Abends schauen sich die Kinder mit Filip in einem separaten grün beschienenen Raum einen Film an, in welchem der Hausbesitzer Sebastian Mil die magische Wirkung der Gitterkugel erklärt. Sie kann Gegenstände und Menschen verwandeln, aber das Ergebnis kann nicht vorhergesagt werden. Abends um neun Uhr ereignet sich stets die Rückverwandlung. Am nächsten Morgen wollen die Kinder der Ania die Kugel zum Geburtstag schenken. Filip testet die Verwandlungsmaschine zuerst aus und wird in ein Kaninchen verwandelt. Mit diesem spielen anschließend die Kinder.
- Folge 2: Die tanzenden Schuhe – Baletnica

Die Kinder kommen in eine Privatschule und erkunden dort eine Garderobe. Anschließend werden sie in ihre Klassen zugeordnet. Agata bekommt Ballettunterricht und hat mit dem Tanzen Schwierigkeiten. Wegen der sehr strengen Erziehung flüchtet sie aus dem Unterricht. Vorübergehend hält sie sich in Mariankas Bibliothek auf und redet mit ihr über das Tanzen. Darauf verlässt sie die Schule und kehrt zum Sanatorium zurück. Dort wird sie von Jok erwartet. Agata und Jok verwandeln mit Hilfe der Kugel die Ballettschuhe zu tanzenden Schuhen. Diese zieht Agata neugierig an. Beim Einschalten einer Tanzmusik beginnen die Schuhe, von allein zu tanzen. Schließlich kommen die vier anderen allergischen Kinder im Sanatorium an und versuchen, Agata von ihren tanzenden Schuhen zu befreien. Als Nächstes marschiert eine Blaskapelle durch die Stadt. Agata wird durch ihre tanzenden Schuhe zur Blaskapelle gebracht und muss permanent tanzen. Zum Schluss reißt der Hund der Schuldirektorin der Agata die Schuhe von den Füßen.
- Folge 3: Der doppelte Jok – Sobowtór

Ein großer Erlebnispark wird eröffnet und die Kinder des Sanatoriums werden darüber informiert. Jok arbeitet an einem Schiffsmodell und bleibt im Sanatorium, während die Anderen zum Erlebnispark fahren. Sobald Jok allein ist, rennt er in den Verwandlungssaal und stellt einen Spiegel in die Maschine. So entsteht der Doppelgänger von Jok. Ihn grüßt das Original mit dem Satz: „Hallo, du siehst genauso aus wie ich.“ Diesen Satz spricht der Doppelgänger permanent nach. Dann gehen beide ins Obergeschoss. Jok sprüht mit einer Sprühflasche seinen Namen auf eine Tafel und zeigt dem Doppelgänger ein Schachbrett. In einem Moment der Abwesenheit des Originals sprüht der Doppelgänger mit der Flasche überall den Namen Jok auf die Gegenstände und Wände. Das Original wird vom Doppelgänger eingesperrt. Die zurückkommenden restlichen Kinder bekommen alles mit und versuchen, den wahren Jok zu erkennen. Der Doppelgänger rennt durch die Stadt und besprüht die Häuser und den Erlebnispark. Das Karussell kann nicht mehr anhalten, weil die Sprühdose im Stromkasten landete. Jok folgt seinem Doppelgänger in den Erlebnispark, hält das Karussell an und fängt seinen Doppelgänger in einem Spiegelkabinett auf. Obwohl im Sanatorium der Strom ausgeschaltet wurde, verschwindet abends um neun Uhr der Doppelgänger.
- Folge 4: Die Ballonfahrt – Odwiedziny

Am Tage des Elternbesuchs im Sanatorium wartet Tosia auf ihre Eltern, welche wegen eines Autodefekts nicht ankommen können. Aus Sehnsucht beschließt sie, ein Bild von ihren Eltern in die Verwandlungsmaschine hineinzustellen. Heimlich folgt ihr Mikolaj und entfernt schnell das Bild aus der Maschine, weil er vor einem falschen Verwandlungsresultat Angst hat. Beim Versuch des Wiedererlangens vom Bild stolpert Tosia mit ihren Händen auf die als Schaltflächen dienenden Handabdrücke. Die Kugel rotiert, während sich nichts in ihr befindet. Es tritt die Verwandlung ein, bei welcher Tosia und Mikolaj unsichtbar und unhörbar werden. Besorgt suchen die restlichen Mitglieder des Sanatoriums nach ihnen. Als Tosia von der Mitfahrt ihrer Mutter bei Mikolajs Eltern erfährt, suchen Tosia und Mikolaj die Eltern auf und verlängern für die Verhinderung des Verdachts die Fahrt der Eltern. Als die beiden Kinder mit ihren Eltern in einem neugotischen Schloss ankommen, finden sie einen Ballonfahrer in seinem Bett vor. Dieser steht auf und zeigt Tosia, Mikolaj und den drei Eltern den Heißluftballon. Mit diesem reisen sie zum Sanatorium zurück. Dann sehen sich alle wieder.
- Folge 5: Die Liebesmandarinen – Słodkie mandarynki

Die Ankunft des Schauspielers Cezary Nowak zur Schulfeier interessiert Agata, Julia und Tosia. Diese drei kleiden sich schön an, während Makler, Jok und Mikolaj im Kellersaal eine Pappfigur einer Mandarinenreklame in die Verwandlungskugel stellen. Diese Figur verwandelt sich zu einem Korb mit acht Mandarinen. Während Jok gegen Mandarinen allergisch ist, essen alle anderen Mitglieder des Sanatoriums die Mandarinen. Diese verlieben sich in ihre gleichaltrigen Gefährten. Jok beobachtet besorgt das Liebesverhalten der Angehörigen des Sanatoriums. Die ihn liebende Julia folgt ihm überall hin und will sehen, wie Jok die Mandarine isst. Nachdem Jok eine Schar von Gänsen mit der Mandarine gefüttert hat, verfolgen ihn die Gänse. Jok flüchtet in die Privatschule, wo die Schulfeier stattfindet. Er versteckt sich mit Julia im Schulhof unter dem Publikum bei der Aufführung des Schwanensees von Pjotr Tschaikowski. Im nächsten Moment watscheln die Gänse in die Aufführung, worauf das Publikum panisch aufschrickt und den Schulhof flüchtend verlässt. Für die eigene Sicherheit flüchten Julia und Jok schnell zu Marianka in die Bibliothek der Schule.
- Folge 6: Das Goldhuhn – Wielka forsa

Wegen Geldknappheit verhalten sich die Angehörigen des Sanatoriums sparsam. Als die meisten Kinder mit Ania und Filip zu einer Erkundungsfahrt aufbrechen, bleiben Makler und Tosia im Sanatorium. Sie stellen eine gläserne Sparbüchse in die Verwandlungskugel. Die Sparbüchse wird in ein lebendes Huhn verwandelt, welches Eier mit Küken aus Gold legt. Makler und Tosia bringen die goldenen Küken zu einem Juwelier, welcher die Küken mit Geld bezahlt. Mit diesem Geld kaufen Makler und Tosia Lotterielose, um mit diesen in einer Lotterie sehr viel Geld zu gewinnen. Bei diesem Prozess stört sie Kamila, welche den beiden Kindern das Huhn neidisch wegnimmt. Makler verfolgt Kamila und kann das Huhn wiedererlangen. Später verlieren sie das Gewinnlos und setzen sich enttäuscht auf eine Treppe. Darauf legt das Huhn ein weiteres Ei, in welchem sich das Gewinnlos befindet. Glücklich findet Tosia im Ei das Gewinnlos wieder und bricht mit Makler zum Lotteriezimmer auf, wo sie einen sehr hohen Geldgewinn erhalten. Mit diesem Geld wird das Sanatorium finanziert.
- Folge 7: Die brennende Kugel – Ostatni raz

Die Kinder müssen für ein Jahr das Sanatorium verlassen. Am letzten Tag vor der Abreise feiern die Angehörigen des Sanatoriums ein Abschiedsfest. Auch die Bibliothekarin Marianka Drecka muss die Privatschule verlassen. Tosia besucht Marianka in der Bibliothek und führt sie hinüber zum Sanatorium. Dort zeigt Tosia ihr den geheimen Verwandlungssaal und lässt sie dort für eine kurze Zeit allein. Erstaunt betritt Marianka die Verwandlungsmaschine. Auf einmal flattert der sich im Kellersaal häufig aufhaltende Rabe herbei und setzt sich mit den Krallen auf die Schaltflächen vor der Maschine. Dadurch wird Marianka in die kleine Marianka aus dem Jahre 1934 verwandelt. Diese glaubt auch, dass sie sich im Jahre 1934 befindet. Als sie von Tosia wiedergefunden wird, informiert Tosia die restlichen Angehörigen des Sanatoriums über die Verwandlung. Die Kinder beschließen, der kleinen Marianka das Jahr 1934 vorzuspielen. Sie verkleiden sich altmodisch und essen mit ihr im Garten an einem festlich gedeckten Tisch. Nach und nach entdeckt Marianka Dinge, welche ihrer Zeit widersprechen und erkennt ihre Lage. Um die Rückverwandlung zu verhindern, zünden die Kinder die Verwandlungsmaschine auf einem Scheiterhaufen an. Die brennende Zauberkugel rollt auf einer langen Straße an vielen Waldgebieten und Häusern vorbei und wird von den Angehörigen des Sanatoriums und der Privatschule verfolgt. Zum Schluss landet die Verwandlungsmaschine im Seewasser und versinkt. Die Verfolger kommen auch am See an und sehen, wie Marianka nach dem Glockenläuten der Uhrzeit Neun Uhr jung bleibt. Am nächsten Tag verlassen alle das Sanatorium und reisen nach Hause.

### Zweite Staffel: Maszyna Zmian Nowe Przygody
- Folge 1: Die fünf Bräute – Pięć pięknych welonów

Im Winter reisen Ania und Filip mit allen Kindern außer Jok und Marianka zum Sanatorium zurück. Die Kinder bereiten die Hochzeit von Ania und Filip vor. Sie schenken dem Filip ein Aquarium mit Schleierschwanz-Fischen. Nachdem Makler und Mikolaj in einem Zoogeschäft die Fische eingekauft haben, füllen sie das Aquarium im Sanatorium mit dem Wasser und den Fischen auf. Versehentlich geht hierbei Wasser verloren und das Aquarium wird darauf mit dem Wasser des Brunnens aufgefüllt. Als alle zum Traugottesdienst gehen, verwandeln sich die Schleierschwanzfische zu menschlichen Bräuten. Sie stürmen kurz darauf in die Kirche und stören die Trauung. Enttäuscht verlässt Ania den Filip. Nach dem Vorfall entdecken die Kinder das leere Aquarium und erkunden darauf den Brunnen. Als sie ein Leuchten im Brunnen vernehmen, klettern Julia und Makler in den Brunnenschacht. Diese erkunden unter dem Brunnen einen geheimen Raum mit Vorrichtungen. Dort entdeckt Julia die versunkene Zauberkugel und sagt darauf rufend: „Das ist die Verwandlungsmaschine.“ So finden sie heraus, dass auch das Wasser im Aquarium magisch ist. Währenddessen folgen Tosia und Mikolaj den Bräuten durch den Bahnhof. Agata versucht, Ania von der Rückfahrt nach Warschau abzuhalten. Später öffnet sich im Raum unter dem Brunnen das Ventil eines Rohres und überflutet den Raum. Julia und Makler flüchten zum Brunnenkorb und werden durch Filip gerettet. Ania kehrt zurück und der gesamte Vorfall wird geklärt.
- Folge 2: Tosias Bärchen – Misiaczek

Bei der Abholung von Anias Möbeln warten Tosia und Mikolaj im Sanatorium. Tosia entdeckt die von Mikolaj und Makler erbaute Kanone und will diesen Vorfall melden. Zornig steckt darauf Mikolaj den Teddybär Kubuś von Tosia in die Kanone. Tosia und Mikolaj schießen diesen versehentlich in den Brunnen vor dem Sanatorium. Dann ereignet sich eine Verwandlung des Teddybären zu einem Riesenbären. Als Tosia und Mikolaj den riesigen Kubuś entdecken, zwängt sich Mikolaj durchs Kellerfenster ins Sanatorium. Tosia bricht mit Kubuś durch den Haupteingang ins Sanatorium ein. Hierauf zerschießt Mikolaj mit seiner Kanone den Riesenbären. Danach füllen Tosia und Mikolaj den Bauch des Bären wieder mit Wolle und fahren anschließend für den Erwerb weiterer Wolle zum Kaufhaus Max. In der Abteilung mit der Wolle lösen sie eine riesige Kettenreaktion mit herunterfallenden Gegenständen aus und verwüsten auf diese Weise das Kaufhaus. Um den Vorfall wieder gut zu machen, nehmen sie mit dem Riesenbären an einer Reklame für das Kaufhaus Max teil. Als Tosia und Mikolaj abends erschöpft einschlafen, bringt der riesige Kubuś sie zum Sanatorium zurück. Anschließend wird Kubuś wieder zu einem kleinen Teddybären zurückverwandelt.
- Folge 3: Der Papa im Ohr – Tatoludek

Die Kinder wollen mit Filip eine Urlaubskarte mit dem magischen Brunnenwasser begießen, um am Strand zu sein. Mikolajs Vater unterbricht diese Aktion und holt Mikolaj zu sich nach Hause. Dabei nimmt er die Flasche mit dem Verwandlungswasser mit, welche er für ein Brillenwasser hält. Zu Hause putzt sich Mikolajs Vater mit dem magischen Wasser die Brille und wird so zu einer winzig kleinen Person geschrumpft. Mikolaj entdeckt seinen kleinen Vater mit einem Fernrohr auf dem Küchentisch und nimmt ihn vorsichtig im Ohr zu einem schulischen Sportwettbewerb mit. Während des Rennens auf Rollbrettern verliert Mikolaj seinen Vater und muss aus dem Rennen ausscheiden. Dieser wird bei einer Bühne im Rampenlicht wiederentdeckt. Verwirrt sehen die Anwesenden den Schatten des Vaters, aber nicht den Vater selbst. Durch die Ausscheidung aus dem Rennen macht Mikolaj die Teilnehmer zornig. Danach feiert Mikolaj den Geburtstag seiner Base. Dort fällt er mit den Gesprächen zu seinem Vater merkwürdig auf. Denn kein Gast des Geburtstages glaubt, dass Mikolajs Vater geschrumpft ist. Ein Beweis an einem Mikrofon misslingt, weil der winzige Vater inzwischen eingeschlafen ist. Mikolajs Vater befindet sich in einem Kinderwagen im Spielzimmer eines kleinen Kindes. Beim Verlassen des Hauses verliert Mikolaj seinen Vater. Später findet er ihn im Spielzimmer des Kindes wieder. Mit dem Kinderwagen geht Mikolaj nach Hause. Auf dem Heimweg wird Mikolaj von den teilnehmenden Kindern des Sportwettbewerbs um Punkt neun Uhr überfallen. Beim Glockenschlag erleuchtet der Kinderwagen weiß und Mikolajs Vater wächst wieder zur vollen Größe. Er rettet seinen Sohn Mikolaj.
- Folge 4: Tele Julia – Telejulia

An einem Casting zu einem Film nimmt Julia teil und will bei der Qualifikation bestehen. Hinter den Kulissen halten sich Tosia, Mikolaj und Makler auf. Versehentlich stören sie die Auftritte und die Direktorin der Privatschule trifft zusätzlich mit ihrer Tochter Kamila in der Show ein. Julia verliert im Casting und bekommt zum Trost eine gelbe Papierkappe. Als die Kinder ein Plakat in den Brunnen werfen wollen, beugt sich Julia zu weit vor und ihre gelbe Kappe fällt in den Brunnen. Die Kappe wird in eine Drahtmütze verwandelt. Als Julia sie im Sanatorium aufsetzt, wird sie elektromagnetisch manipuliert und verhält sich wie die aktuellen Fernsehfiguren. Sie nimmt Rollen wie diejenige von „E. T. der Außerirdische“ oder „Fred Feuerstein“ an. Als eine Sendung über Rennpferde ausgestrahlt wird, entwickelt sich Julia selbst zu einem galoppierenden Reiter und bricht so in die Stadt aus. Die Kinder folgen ihr hinterher. In der Stadt nimmt sie die Rolle von Charlie Chaplin an und tanzt wie er. Als die Kinder in einen Laden gehen, läuft im Fernsehen der Film „Robokiller“. Dadurch nimmt Julia die Rolle eines aggressiven Schlägers an. Sie ergreift einen Regenschirm und jagt Kamila. Darauf verfolgt Julia mit einer Straßenlokomotive die flüchtende Kamila und hetzt sie durch die gesamte Stadt. Am Ende versteckt sich Kamila in einer hohlen Eiche. Als Julia mit dem Regenschirm auch in die Eiche geht, tritt eine Abschirmung der Fernsehwellen ein.
- Folge 5: Die Weihnachtsmänner – Inwazja świąteczna

Wegen der städtischen Probleme mit der Wasserleitung wird durch einen Wasserwagen das gesamte Verwandlungswasser aus dem Brunnen gepumpt. Als die Angehörigen des Sanatoriums entdecken, dass der Brunnen leer ist, sind sie besorgt und brechen in die Stadt auf. Sie teilen sich in zwei Gruppen auf. Filip, Agata und Makler durchsuchen die Bäckerei Solski und glauben, dass sich in den Pfefferkuchen das Verwandlungswasser befindet. Deswegen versuchen sie, alle Pfefferkuchen aufzuessen. Am Ende finden sie heraus, dass diese mit Milch zubereitet sind. Die Kinder Julia, Tosia und Mikolaj entdecken den Wasserwagen mit dem Verwandlungswasser bei einer militärischen Spezialeinheit und dringen in die Festung der Soldaten ein. Beim Versuch, den Wasserwagen zu starten werden die drei Kinder von einem Soldaten gefunden. Dieser bringt sie sofort in ein militärisches Arbeitszimmer, wo die Kinder Erklärungen von sich geben. Anschließend werden die drei Kinder in die Militärküche gebracht und sollen dort einem Koch helfen. Sie unterstützen ihn bei der Zubereitung einer Suppe. Plötzlich betritt der Oberbefehlshaber die Küche, testet das Suppenrezept und mischt sich in die Zubereitung ein. Dann verschwinden der Koch und der Oberbefehlshaber kurzzeitig aus der Küche. Währenddessen fügen die Kinder der Suppe Schokoladenweihnachtsmänner hinzu. Danach betrachten Julia, Tosia und Mikolaj durch ein Fenster, wie sich die Soldaten im Speisesaal beim Verzehr der Suppe zu Weihnachtsmännern verwandeln und sofort mit einem Helikopter in die Stadt fliegen.

## Produktion der Kinderserie

### Geschichte und Auszeichnungen
Der Drehbuchautor und Regisseur der Verwandlungsmaschine ist Andrzej Maleszka, welcher auch die Serie Der magische Baum und den Film Das Morphus-Geheimnis produzierte. Ursprünglich wurde Maszyna Zmian als Theaterstück mit Drehbuch für das Teatr Nowy in Poznań im Jahre 1990 hervorgebracht. Später entstanden im Jahre 1995 die ersten sieben Folgen, welche vor allem an Drehorten in den Woiwodschaften Großpolen und Niederschlesien produziert wurden. Anschließend wurde eine zweite Staffel mit dem Untertitel Maszyna Zmian Nowe Przygody im Jahre 1996 erstellt. Im Jahre 1997 wurde diese Serie für den Internationalen Emmy Award nominiert. Im selben Jahr erhielt Andrzej Maleszka für Die Verwandlungsmaschine den Drehbuchpreis beim Zlata Praha International Film Festival sowie den Silver Goats Adult Jury Award und den Children’s Jury Marcin Award bei dem Fünfzehnten Poznań International Children’s Film Festival als weitere Auszeichnungen. Für die vorletzte Folge dieser Serie, die Folge Tele Julia bekam Andrzej Maleszka beim Fernsehfestival in New York im selben Jahr die Goldmedaille überreicht. Und im Jahre 1998 wurde Die Verwandlungsmaschine mit dem Grand Prix des Münchner Internationalen Prix Jeunesse Festivals ausgezeichnet.

### Dreharbeiten und Synchronisation
Als Orte für die Dreharbeiten dienten unter anderem die polnischen Städte Przygodzice, Kamieniec Ząbkowicki und Paczków. Das Sanatorium der Serie ist das von Karl Friedrich Schinkel errichtete Jagdschloss in Antonin, welches dem Fürsten Antonin Radziwiłł gehörte und ein Gedenkzimmer von Fryderyk Chopin enthält. Der Ort für das Karussell mit den Schwänen in der dritten Folge und die Ballonfahrt in der vierten Folge war Kamieniec Ząbkowicki. Das betroffene Schloss mit dem Heißluftballon war das ebenso von Karl Friedrich Schinkel errichtete Schloss Kamenz. Der Drehort für die Hühner mit den goldenen Küken in der sechsten Folge war Paczków. Die Musik zu dieser Kinderserie wurde vom polnischen Komponisten, Violinisten und Dirigenten Krzesimir Dębski komponiert. Einige Soundtracks für die Folgen sind von ihm neu komponiert, andere Soundtracks insbesondere in der zweiten Staffel Maszyna Zmian - Nowe Przygody wurden aus anderen Serien wie beispielsweise Jacek aus dem Jahr 1993 sogar eins zu eins übernommen. Die deutsche Version der Serie Die Verwandlungsmaschine wurde von der Theaterpädagogin und Synchronregisseurin Katrin Fischer im Synchronstudio und Tonstudio Leipzig erstellt. Die deutschen Synchronstimmen übernahmen sogenannte „KÜWO-Kinder“ wie Franziska Rommel. Diese sind die Kinder von der Leipziger Hörfunkgruppe Künstlerisches Wort, welche von Katrin Fischer geleitet wurde und welche auch bei der Serie Die Sonnenlanze und weiteren Produktionen des MDR mitwirkten.

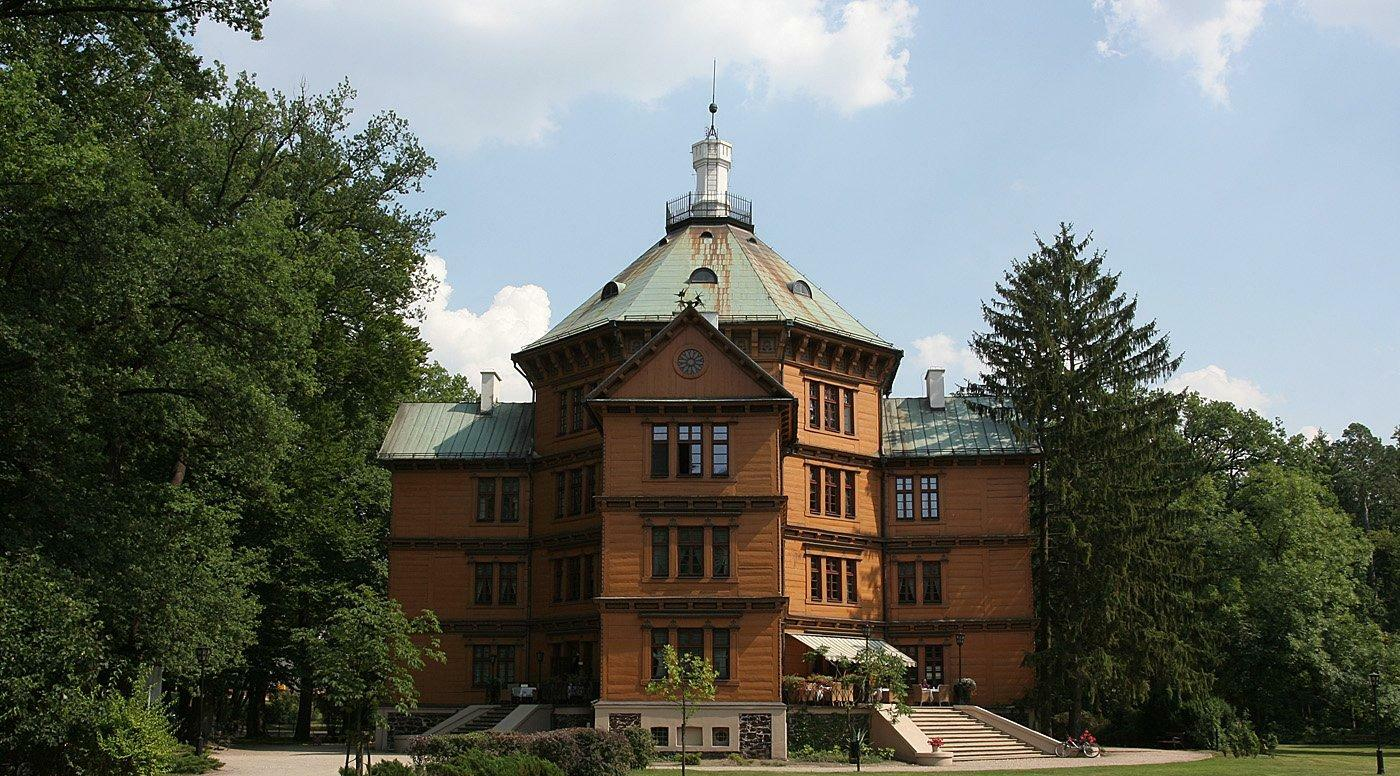
Schloss Antonin als Hauptdrehort
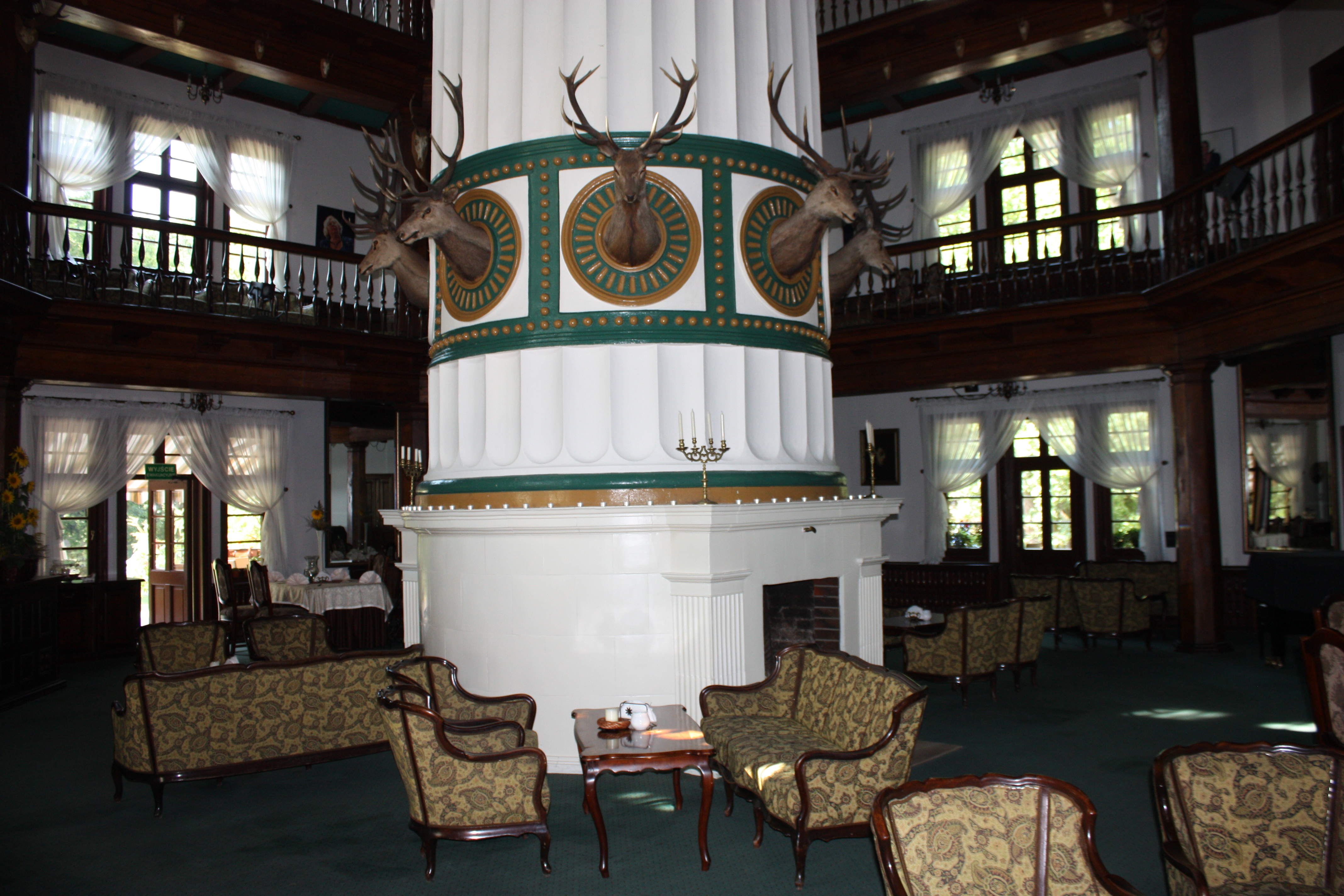
Hauptdrehort von innen
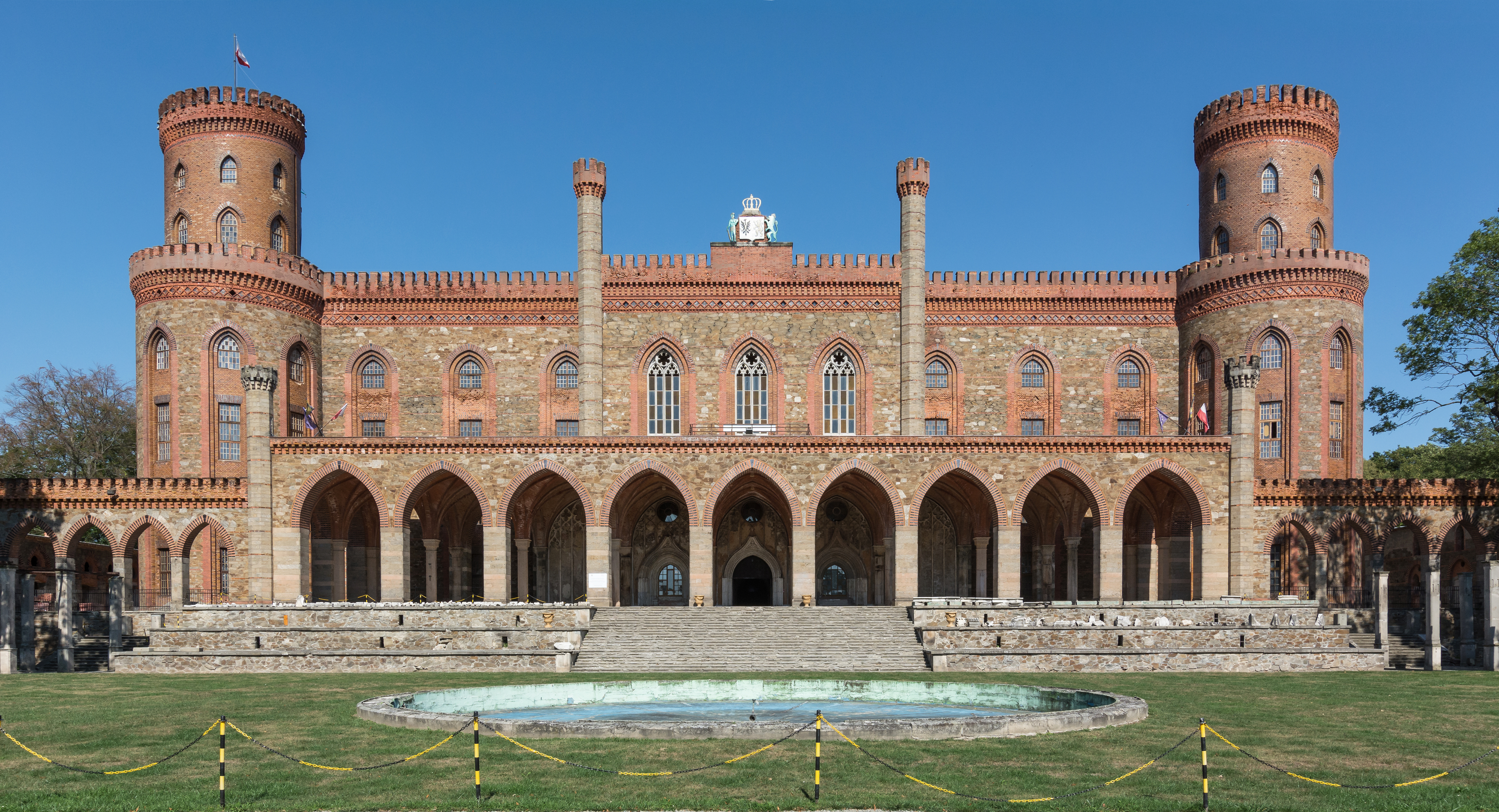
Schloss Kamenz als Drehort für die Ballonfahrt

## Rollenbesetzung
Als Schauspieler wurden größtenteils die Hauptdarsteller der zuvor produzierten Serien von Andrzej Maleszka wie beispielsweise Mama Nic, Jacek und Polowanie übernommen:
Hauptdarsteller der Kinderserie:
| Rollen                     | Darsteller          |
| -------------------------- | ------------------- |
| Jok                        | Krzysztof Nguyen    |
| Julia                      | Katarzyna Łuczewska |
| Tosia                      | Izabela Kołodziej   |
| Mikolaj                    | Piotr Budzowski     |
| Agata                      | Beata Żurek         |
| Makler                     | Leszek Knasiecki    |
| Kamila                     | Wirginia Pietryga   |
| Kleine Marianka Drecka     | Barbara Bobrowska   |
| Erwachsene Marianka Drecka | Anna Milewska       |
| Ania Januszko              | Ewa Gawryluk        |
| Filip                      | January Brunov      |
| Sebastian Mil              | Władysław Kowalski  |

Weitere Darsteller der Kinderserie:
| Rollen                   | Darsteller            |
| ------------------------ | --------------------- |
| Ballettschulleiterin     | Jolanta Juszkiewicz   |
| Hausmeister              | Michał Grudziński     |
| Polizist                 | Cezary Żak            |
| Notar                    | Wojciech Skibiński    |
| Mutter von Tosia         | Danuta Stenka         |
| Mutter von Mikolaj       | Grażyna Wolszczak     |
| Vater von Mikolaj        | Piotr Machalica       |
| Ballonfahrer             | Mirosław Kropielnicki |
| Spielwarenkassiererin    | Katarzyna Bujakiewicz |
| Zoogeschäftsverkäuferin  | Krystyna Feldman      |
| Hauptverwandlungsbraut   | Małgorzata Foremniak  |
| Zweite Verwandlungsbraut | Jolanta Fraszyńska    |
| Dritte Verwandlungsbraut | Jowita Budnik         |
| Pfarrer                  | Stanisław Brudny      |
| Angler                   | Andrzej Mastalerz     |
| Einsatzpolizist          | Paweł Burczyk         |
| Kaufhausleiter           | Cezary Morawski       |
| Sportlehrer              | Krzysztof Kowalewski  |
| Hausmeisterin            | Katarzyna Łaniewska   |
| Redakteur                | Paweł Królikowski     |
| Techniker                | Karol Stępkowski      |
| Wächter                  | Jerzy Zygmunt Nowak   |
| Bäcker                   | Kazimierz Kaczor      |
| Schrankenwärterin        | Sława Kwaśniewska     |
| Offizier                 | Jan Peszek            |
| Kommandant               | Mirosław Zbrojewicz   |
| Hilfssoldat              | Witold Wieliński      |
| Hauptsoldat              | Wiktor Zborowski      |

## Lieder der Serie

### Vorspannlied
Das Vorspannlied trägt den Namen Könnte dies, könnte das und ist ein tänzerisches Liedstück in F-Dur. Dieses Lied hat den Cinquillo-Varianten-Rhythmus mit der Rhythmusfigur 2+1+2+1+1+1 und wird im Tempo 180 bpm gesungen. In der polnischen Originalversion Może to, może sio wurde dieses Lied von Beata Żurek gesungen, welche auch die Schauspielerin der Agata ist. Der deutsche Liedtext wurde von der Leipziger Theaterpädagogin und Synchronregisseurin Katrin Fischer zusammengestellt. In der deutschen Version wurde dieses Lied von den KÜWO-Kindern von der durch Katrin Fischer geleiteten Leipziger Hörfunkgruppe Künstlerisches Wort gesungen. Im Gegensatz zur polnischen Version wird in der deutschen Version dieses Liedes der Refrain Könnte dies, könnte das, einfach so nur zum Spaß, irgendetwas wird heut geschehn! im Chor gesungen:
Der Strophenteil hat die Tonart F-Dur und der Teil des Refrains hat die parallele Tonart D-Moll. Nach den beiden Strophen dieses Liedes wird die Gesangsmelodie im Vorspann in gepfiffener Form weiter fortgesetzt. In den zwei Strophen selbst werden magische Wünsche von Kindern aufgezählt. Jede Wunschvorstellung wird achtsilbig in acht aufeinander folgenden Achtelnoten eines jeweiligen Taktes vorgetragen. Mit den Versen Heute möcht ich riesengroß sein, oder plötzlich wie ein Zwerglein beginnt dieses Lied in der deutschsprachigen Version. In den Strophen alternieren immer ungeradstellige Takte aus acht besungenen Achteln mit geradstelligen gesangsfreien Takten. Im Strophenteil wird folgende Melodie zweimal hintereinander gesungen:
Somit besteht jeder Strophenteil aus insgesamt 32 gesungenen Achtelnoten. Bei der Erstellung von der deutschen Liedtextversion wurde teilweise inhaltsgleich übersetzt, teilweise der Inhalt der Strophen abgeändert. Beispielsweise wurden die beiden ersten Verse der zweiten Strophe inhaltlich in umgekehrter Reihenfolge übersetzt. Im Vorspann der deutschen Version fängt die zweite Strophe mit den beiden Liedversen Heute möcht ich unsichtbar sein, oder alles Wissen wär mein an. Während in den Strophen polnische Version jeder Vers immer mit den zwei selben Worten beginnt, trifft dies in der deutschen Liedversion nicht zu. Manche Verse wurden leicht variiert und inhaltlich ergänzt. So wurden die Verse Może będę saksofonem, Może będę telefonem. zu den Versen Ein Saxophon mit schrägem Ton, vom reichsten Mann der Welt ein Sohn. übersetzt. Andere Verse wurden in der deutschen Version inhaltlich komplett abgeändert. Dies trifft insbesondere auf die letzten Verse der beiden Strophen zu. Die Verse Może będę własną mamą, Może będę sobą samą. erhielten die Übersetzung Möcht vor euch als mein Vater stehn, als Mond mich um die Erde drehn. in der deutschen Liedversion. Somit wurde im Liedtext die Mutter zum Vater abgeändert.

### Abspannlied
Das Abspannlied trägt den Namen Alles wird anders und wird in As-Dur gesungen. Die polnische Originalversion Wszystko się zmienia wurde so wie das Vorspannlied von Beata Żurek und die deutsche Version von den KÜWO-Kindern gesungen. Begleitet wird der Rhythmus des Abspannliedes durch das Schlagen eines Schellenkranzes auf dem dritten, vierten und siebten Achtel. Die Tonart-Abfolge im Refrain lautet As-Dur, Es-Dur, Ges-Dur, Des-Dur. Der Refrain wird im Abspannlied zweimal hintereinander gesungen. Die beiden ersten Verse des Refrains lauten Ach, wärs doch immer so wie jetzt, hätt man hundert Leben grob geschätzt! und beinhalten die soeben genannte Tonart-Abfolge und diese Folge der Gesangsnoten:
Danach wird die Melodie des Refrains mit einem Saxofon gespielt. Bei der Erstellung von der deutschen Textversion des Abspannliedes wurde die polnische Version fast komplett inhaltsgleich übersetzt und besitzt nur ganz leichte inhaltliche Abänderungen. Beispielsweise wurde für die Liedtextstelle Jabłko jest słońcem, kropla jest morzem in der deutschen Version des Abspanns Äpfel sind Sterne, ein Tropfen wird ein Meer gesungen. Das Abspannlied besteht nur aus einer einzigen Strophe. Diese Strophe beschreibt inhaltlich die Veränderung von allen Dingen der Welt. Das Abspannlied besteht in der polnischen wie in der deutschen Version durchgehend aus Paarreimen.

### Einfluss aus der Serie Mama Nic
Für die Erstellung des Vorspannliedes der Serie Die Verwandlungsmaschine diente als Kompositionsvorlage das Vorspannlied der Serie Mama Nic, welche ebenso von Andrzej Maleszka produziert wurde. Auch beim Lied des Vorspanns von Mama Nic sang Beata Żurek den Text. Und ebenso wurden bei der Serie Mama Nic sowohl Vorspannlied als auch die Abspannmusik von Krzesimir Dębski komponiert. Und in der Serie Die Verwandlungsmaschine wurde in der Folge Das Geheimnis der Kugel kurz vor der Rückverwandlung des Kaninchens zu Filip von Anja die Melodie von der Abspannmusik der Serie Mama Nic gesummt. Und in der Folge Die Liebesmandarinen aus der Fernsehserie Die Verwandlungsmaschine summte Makler die Melodie des Vorspannliedes von Mama Nic, als er sich unter dem Liebesrausch der Mandarinen befand.

## Gestaltung der Folgen

### Gestaltung von Vorspann und Abspann
Während der ersten Staffel wird im Vorspann zuerst die schnell rotierende Verwandlungsmaschine in blauem Licht gezeigt, danach einige Ausschnitte der Folgen und schließlich erzählt eine Erzählstimme von der Entdeckung der Maschine. Im polnischen Original lautet der erste Satz bei der Erzählung im Vorspann: Grupa dzieci przybywająca w sanatorium odnajduje podziemnej sali maszynę zmian. [sic!] und wird vom Erzähler vorgetragen. Während der zweiten Staffel wird im Vorspann zuerst ein sich selbst öffnendes Wasserrohr und dann eine überflutete Steintreppe gezeigt. Der Vorspann der zweiten Staffel und das Vorspannlied sind länger gestaltet. In fast jeder Folge wird der Vorspann in der polnischen Originalversion mit dem vom Erzähler vorgetragenen Satz Każda przemiana kończy się wieczorem wraz z godziną dziewiątą. [sic!] beendet. Dieser Schlusssatz knüpft an den von Sebastian Mill ausgesprochenen Satz im Schwarz-Weiß-Film aus der ersten Folge akkurat an. Während des Abspanns werden Bilder aus der betroffenen Folge gezeigt. Meist werden hierbei Bilder gezeigt, welche während des Ablaufs der betroffenen Folge auftauchten, manchmal werden hierbei aber alternativ hierzu ebenso neue Filmausschnitte gezeigt, welche nicht während der Folge zu sehen sind. Vor allem in der ersten und siebten Folge der ersten Staffel werden im Abspann zusätzliche Szenen gezeigt, welche vom Zeitraum nach der Handlung der betroffenen Folge handeln. Währenddessen werden im Abspanntext die an der Produktion beteiligten Personen in goldgelber Schrift namentlich angegeben.

### Verwandlungen
Für die Aktivierung der Verwandlungsmaschine werden auf einem blauweiß leuchtenden Bodenkreis unter der Kugel zwei Handabdrücke betätigt. Darauf beginnt die Kugel, gegen den Uhrzeigersinn zu rotieren. In jeder Folge wird die Verwandlung mit spezifischen kunstvollen Bildbearbeitungen und Soundtracks gestaltet. Während der Verwandlung wehen meist Winde durch den Saal und häufig ändert sich die Helligkeit der Beleuchtung. In der zweiten und dritten Folge wird sogar gezeigt, wie die Verwandlungsmaschine sich während der Verwandlungen durch den Kellersaal bewegt. Der Hauptdrehort in der zweiten Staffel ist nicht mehr der Kellersaal, sondern der Brunnen im Garten vor dem Jagdschloss Antonin. Bei den Verwandlungen fallen Gegenstände ins Brunnenwasser oder werden mit diesem übergossen. In der ersten Folge der zweiten Staffel wird an einer Stelle die unterwasser rotierende hellgelb leuchtende Verwandlungsmaschine gezeigt.

### Bildbearbeitung und Farben
Für die Bildbearbeitung dieser Kinderserie war der Kameramann Jacek Prosiński zuständig. Gezielt riefen er und Andrzej Maleszka bei der visuellen Gestaltung zur Serie die Dominanz der zueinander komplementären Farben Blau und Gelb hervor. Bei dem Blau in der Serie liegt vor allem ein Indigoblau vor. Das Gelb weist hierbei insbesondere einen leichten Goldstich auf, welcher vor allem bei den eingeblendeten Wörtern in Vorspann und Abspann, aber auch mitten in der Serie bei den Gegenständen und Kleidungen zum Vorschein kommt. In der zweiten Staffel ließ Jacek Prosiński bei der Bildbearbeitung hellere und weißere Farbtöne als in der ersten Staffel zu, weil speziell die zweite Staffel im Winter spielt.

### Dreharbeiten
Von den ursprünglich sechs Kindern und ab der siebten Folge sieben Kindern des Sanatoriums tauchen in der zweiten Staffel nur noch fünf Kinder auf. Denn der Darsteller Krzysztof Nguyen, welcher in dieser Serie die Hauptrolle Jok spielte, war während der Dreharbeiten psychisch überlastet und musste deswegen aus dem Schauspiel austreten. Ebenso fehlt Marianka Drecka in der zweiten Staffel, während Kamila in der zweiten Staffel in einer weiteren Folge auftritt. Unter den erwachsenen Charakteren bleiben Anja, Filip, die Schuldirektorin, der Hausmeister und die beiden Eltern von Mikolaj als Rollen aufrechterhalten.

## Ausstrahlung
Von den Jahren 1998 bis 2001 wurde diese Serie regelmäßig im Kinderkanal ausgestrahlt. Danach zeigten die Kanäle ARD, MDR und WDR die Serie. Zuletzt wurde sie im November des Jahres 2004 auf MDR in deutscher Version ausgestrahlt. Die Verwandlungsmaschine wurde genauso wie Die Sonnenlanze und Das Geheimnis des Sagala im Tigerenten Club gezeigt. Dieser Club zeigte die Verwandlungsmaschine ab dem vierten März 2000 regelmäßig mitten in der Sendung. Die im Kinderkanal gezeigte Vorschau zur Serie Die Verwandlungsmaschine zeigte die Kinder des Sanatoriums im Moment, als sie sich im grün beleuchteten Nebensaal des Kellers zusammen mit Filip den Schwarzweißfilm anschauen, auf welchem Sebastian Mil die Bewandtnis der Verwandlungsmaschine erklärt und die Unvorhersagbarkeit der Verwandlungsresultate nennt. Nach der Ausstrahlung im November des Jahres 2004 wurden die Aufnahmen der deutschsprachigen Version sowohl dem Archiv vom Mitteldeutschen Rundfunk in Leipzig als auch dem Archiv vom Kinderkanal in Erfurt anvertraut.